# Al Khartum Bahrī
Al Khartum Bahrī (in arabo الخرطوم بحري‎?, Al Khartum Bahrī, DMG al-Charṭūm Baḥrī), o Khartum Nord o Bahrī, è una città del Sudan, nello stato del Khartum, di circa 1.700.000 abitanti (stima del 2007).
Al Khartum Bahrī è la terza più popolosa città del Sudan, dopo le vicine Omdurman e la capitale Khartum. È posta a Nord di Khartum, alla confluenza del Nilo azzurro (proveniente da Ovest) col Nilo bianco (proveniente da Sud).